# Zgornja Selnica
Zgornja Selnica is een plaats in Slovenië en maakt deel uit van de gemeente Selnica ob Dravi in de NUTS-3-regio Podravska. De plaats telde 461 inwoners op 1 januari 2020.